# 히가시쿠로베촌
히가시쿠로베촌(東黒部村)은 일본 미에현 다키군에 설치되었던 촌이다. 현재의 마쓰사카시의 북동단, 이세만 연안에 해당한다.